# PRR16
PRR16 (англ. Proline rich 16) – білок, який кодується однойменним геном, розташованим у людей на 5-й хромосомі. Довжина поліпептидного ланцюга білка становить 304 амінокислот, а молекулярна маса — 32 812.
| 10         |  | 20         |  | 30         |  | 40         |  | 50         |
| ---------- |  | ---------- |  | ---------- |  | ---------- |  | ---------- |
| MSAKSKGNPS |  | SSCPAEGPPA |  | ASKTKVKEQI |  | KIIVEDLELV |  | LGDLKDVAKE |
| LKEVVDQIDT |  | LTSDLQLEDE |  | MTDSSKTDTL |  | NSSSSGTTAS |  | SLEKIKVQAN |
| APLIKPPAHP |  | SAILTVLRKP |  | NPPPPPPRLT |  | PVKCEDPKRV |  | VPTANPVKTN |
| GTLLRNGGLP |  | GGPNKIPNGD |  | ICCIPNSNLD |  | KAPVQLLMHR |  | PEKDRCPQAG |
| PRERVRFNEK |  | VQYHGYCPDC |  | DTRYNIKNRE |  | VHLHSEPVHP |  | PGKIPHQGPP |
| LPPTPHLPPF |  | PLENGGMGIS |  | HSNSFPPIRP |  | ATVPPPTAPK |  | PQKTILRKST |
| TTTV       |  |            |  |            |  |            |  |            |

A: Аланін

C: Цистеїн

D: Аспарагінова кислота

E: Глутамінова кислота

F: Фенілаланін

G: Гліцин

H: Гістидин

I: Ізолейцин

K: Лізин

L: Лейцин

M: Метіонін

N: Аспарагін

P: Пролін

Q: Глутамін

R: Аргінін

S: Серин

T: Треонін

V: Валін

Задіяний у такому біологічному процесі, як альтернативний сплайсинг. 